# Tropical Journal of Pharmaceutical Research
Das Tropical Journal of Pharmaceutical Research, abgekürzt Trop. J. Pharm. Res., ist eine wissenschaftliche Fachzeitschrift, die vom Pharmacotherapy Group-Verlag veröffentlicht wird. Die Zeitschrift erscheint derzeit mit zwei Ausgaben im Jahr. Es werden Arbeiten veröffentlicht, die sich mit pharmazeutischen Themen beschäftigen, wobei gern ein Bezug zu den Tropen gesehen wird.
Der Impact Factor lag im Jahr 2014 bei 0,589. Nach der Statistik des ISI Web of Knowledge wird das Journal mit diesem Impact Factor in der Kategorie Pharmakologie und Pharmazie an 233. Stelle von 254 Zeitschriften geführt.